# سد شیاونهای
سد شیاونهای (به لاتین: Xiaonanhai Dam) یک سد و نیروگاه برقابی در چین است.